# Стратинска
Стратинска (серб. Стратинска / Stratinska) — село в общине Баня-Лука Республики Сербской Боснии и Герцеговины. Население составляет 197 человек по переписи 2013 года.

## Население

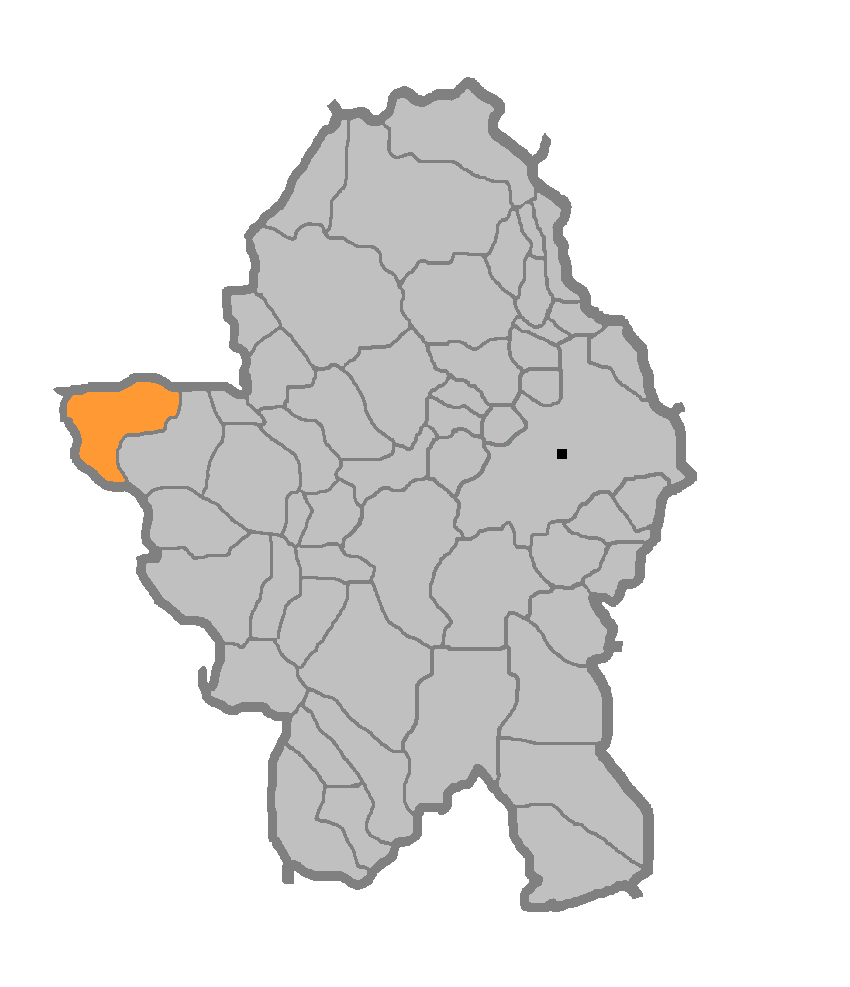
Стратинска и её территория на карте общины Баня-Лука